# 祐天仙之助
祐天 仙之助（ゆうてん せんのすけ、文政元年（1818年）頃 - 文久3年10月15日（1863年11月25日））は、江戸時代末期（幕末）の博徒、目明し。本名、山本仙之助。甲州博徒の一人。

## 生涯

### 出生から博徒としての活動
甲府元柳町の修験者、清長院由玄の忰・清長院由天として生まれる。（正式な法名は「由天」だが「祐天」と記される場合もある。）
『藤岡屋日記』に拠れば、祐天は若い頃より「三人力」の豪傑で、剣の稽古を好み、方々で喧嘩をしても一度として負けたことがなかったことから、自らのことを「山本勘助の末流である」と豪語していたと言う。やがて甲府柳町の大親分三井卯吉の代貸（貸元の下）となり、一人前の道楽者として名を知られるようになる。
ある時、駿府二丁町の遊郭で、祐天は一人の遊女を見初め、彼女を無断で連れ出したことから大騒動になり、遊郭の番人数十人と斬り合いになった。この時、祐天は自らも疵を負ったが、相手を多数傷つけたので、遊郭の主が折れて女を祐天に下げ渡すこととなる。この騒動で侠客としての名を高め、多数の子分を抱える身となったと言う。
当初、祐天は卯吉の配下として甲府を中心に活動していたが、やがて勝沼（甲州市勝沼）を本拠に勢力を構え、兄弟分の国分村（笛吹市一宮町）の国分三蔵と共に、竹居村の竹居安五郎（吃安）や、安五郎の弟分である上黒駒村の黒駒勝蔵らと敵対した。また、市川大門の博徒である鬼神喜之助、小天狗亀吉兄弟とは仇敵の間柄であり、更に駿河の清水次郎長の妻・おちょう（初代）の実兄である江尻大熊の子分を殺害し、次郎長とも敵対関係にあった。
甲斐国では嘉永2年（1849年）に津向文吉が捕縛され八丈島に遠島となり、嘉永4年（1851年）には竹居安五郎が捕縛され伊豆新島に遠島となった。これにより甲斐では三井卯吉と国分三蔵・祐天仙之助に敵対する大勢力がいない一時的な空白期にあったことが指摘される。
「伊豆国韮山江川家文書」によれば、こうした状況のなか、嘉永6年（1853年）4月には国分三蔵の子分である博徒・勘七の兄である直五郎が芦川村の政右衛門・斧三郎により殺害される事件が発生した。勘七は三蔵・祐天の助力を得て報復を企て、一方政右衛門・斧三郎は武蔵の博徒・岩五郎を味方につけ、両者は対峙した。これに対して役人は博徒取り締りを強化し、勘七と祐天は甲斐から逃亡するが、両人は伊豆国の韮山代官・江川太郎左衛門に捕縛されたという。
嘉永6年には竹居安五郎が新島を脱出して甲斐へ復帰し、さらに安政3年（1853年）には安五郎兄弟と黒駒勝蔵と同盟を結ぶことで、甲斐では安五郎・勝蔵の勢力と三井卯吉・国分三蔵・祐天仙之助の勢力が対峙した。

### 三井卯吉の勢力継承から甲斐逃亡
安政4年（1854年）正月には、小天狗亀吉に率いられた甲斐・駿河の博徒らの連合部隊が、甲府で三井卯吉を殺害する事件が発生する。卯吉殺害の背景には、祐天仙之助と江尻大熊の抗争もあったという。卯吉の横死後、祐天は独力で仇を探し出して、その殺害に成功する。この功績により生前卯吉が有していた勢力と、目明し業をも引き継いだ。現在、甲府市内にある教昌寺（『藤岡屋日記』に、祐天の叔父が住職を務めていたと記されている）には、祐天（由天）が安政６年（1859年）に建立した父母・祖父母の墓石が現存しており、このことから、同年、彼は卯吉の地位を継承し、同時に僧籍を捨てて還俗したと考えられている。
東京都青梅市の個人所蔵文書には、祐天自身が記した手配書が残されている。この文書を所蔵している家は先祖が博徒で目明かしを務めた師岡孫八で、武蔵国の博徒・小金井小次郎と親しい間柄であったという。問題の文書は年未詳10月5日付で、自署では「山本仙之助」を名乗り、「勇天」と署名している。祐天が師岡孫八に宛てた文書で、内容は同じく年未詳9月24日に甲府を出奔した「軍談渡世」（講談師）の「円荏」とその関係者と見られている女性「きみ」の行方に関して箇条書きで人相を記しており、祐天と師岡が顔なじみであり、同じく文中に登場する武蔵の博徒・田中屋万五郎を含め、目明かしの情報網を用いて円荏・きみの行方を探索していたことが確認される。
文書の年代は祐天の没年や三井卯吉の殺害時期、祐天の甲斐からの逃亡時期から安政5年（1858年）から万延元年（1860年）の間に推定されている。さらに、甲府町年寄・坂田家の『御用日記』によれば甲府城下の西一条町の亀屋座では江戸から講談寄席を招いて興行が行われていたことが記されており、安政6年と万延元年条には問題の9月24日を挟んで興行が行われていたことが記されている。このうち安政6年の9月24日を挟んだ甲府城下は特に平穏なのに対し、万延元年には9月22日から23日にかけて甲府城下・西青沼町において窃盗事件が発生したことが記され、円荏・きみはこの事件に関係して捜査された可能性が考えられている。
さらに、この文書万延元年に比定した場合、祐天は後述の浪士組に参加する文久3年以前に「山本仙之助」を名乗っていることになり、山本姓の名乗りは三井卯吉の跡を継承したことに伴うものであったとも考えられている。
弘化3年（1846年）には、竹居安五郎の用心棒であった桑原来助を殺害する。ただし、大村の供述によると用心棒ではなく、剣術修行のため鰍沢（富士川町）を通った時に祐天の非道を諭したところ襲撃され殺されたとされる(『藤岡屋日記』)。島抜けの吃安の逮捕には、兄弟分である田安領目明しの国分三蔵、上州館林藩浪人の犬上郡次郎、ならびに関東取締出役の道案内らと謀計を用いて捕縛する(「黒駒勝蔵口供書」)。

### 浪士組への参加から殺害
文久元年（1861年）に甲斐では黒駒勝蔵と国分三蔵の抗争が繰り広げられており、この状況の中、同年6月に祐天仙之助は甲斐から逃亡する。「乍恐以書付御訴訟奉申上候（勇天他1名の悪党逃散一件）」（個人蔵）によれば祐天仙之助は甲斐から逃亡する際に、関所にあたる上小田原村（甲州市塩山上小田原）の柳屋に押し入った。同文書には「酉6月11日」の日付が記されており、祐天の年齢を「凡四十才位」としている。後述する諸説ある祐天の没年は『藤岡屋日記』では40歳としてなる。また、祐天をめぐる社会状況の観点からも、「酉」の示す文書の年代は文久元年に推定されている。
文久3年（1863年）正月、江戸では旗本の松平忠敏と尊皇攘夷派の浪士・清河八郎が幕府に献策され、浪士組の募集が行われる。祐天は子分である内田佐太郎（菱山佐太郎）、若林宗兵衛、石原新作、千野栄太郎、大森濱治らを引き連れこれに加わり入隊し、五番隊小頭に任命される。姓を山本と称した。またこの時、同じ浪士組に桑原来助の息子・大村達尾が六番隊に所属していた。
浪士組は同年2月23日に京都へ到着するが、清河は浪士組の目的は朝廷のため尊皇攘夷を実行することであると演説すると、江戸帰還を主張した。浪士組では六番隊小頭の近藤勇と芹沢鴨らが京都残留を主張し分派し、京都残留派は後に新選組となる。祐天は清河に従い江戸へ帰還するが、清河は同年4月13日に江戸で幕臣の佐々木只三郎らに殺害され、清河派の幕臣らも罰せられた。清河派の浪士は松平忠敏を指導者に新徴組を結成して江戸市中の取り締まりにあたり、祐天もこれに加わる。
一方、大村達尾も清河派に属し新徴組に所属していたため、そのうち父の仇であるということが発覚する。同年10月15日朝方、祐天は北千住一丁目の遊廓「広瀬屋」から出てきたところを、大村とその友人で新徴組隊士の藤林鬼一郎らによって斬殺された。異説として祐天が殺害された場所を広瀬屋ではなく、「水油屋渡世・利根川屋」とする説もある。享年は『藤岡屋日記』に40とする説のほか44、42、45とする説もある。「伊豆国韮山江川家文書」では文久3年（1863年）時点で35歳であったとし、これによれば45となることが指摘される。
墓所は東京都墨田区太平の陽運院で、文久3年（1863）10月の年記と戒名「本哲院宗勇智山居士」が刻まれている。